# Управление штаба ВВС Израиля
Управление штаба ВВС Израиля (ивр. להק ראש המטה‎) — основное Управление Военно-воздушных сил Израиля.
Управление отвечает за построение сил в ВВС Израиля, инспектирует их выполнение и координирует работу межгруппового штаба. Начальник управления — офицер в звании тат-алуф (бригадный генерал), он также является заместителем командующего ВВС и полностью замещает командующего в его отсутствие.
Начальником управления штаба ВВС с ноября 2021 года является бригадный генерал Эяль Гринбойм.
Управление было создано 15 декабря 1983 года в результате реорганизации ВВС и получила часть обязанностей Управления воздушных сил.

## Структура и обязанности
- Планирование и организация штаба ВВС
- Характеристика потребностей ВВС в вооружении, информации и установление приоритетов в направлениях оснащения и развития этих средств
- Ответственность за бюджет ВВС
- Определение годового и многолетнего плана работы
- Представление ВВС перед Генеральным штабом АОИ, правительственными министерствами и зарубежными странами.

В состав управления входят департамент информационно-компьютерных технологий, департамент специальных операций, департамент военной разведки, департамент бюджета и контроля и департамент защиты.

## Отдел исследований эффективности
Отдел исследований эффективности — это исследовательский орган ВВС. В настоящее время подразделением командует офицер в звании «сган-алуф» (подполковник), который является научным советником командующего ВВС. Исследователи в подразделении являются академическими офицерами в области точных наук на обязательной и постоянной службе, большинство из них являются выпускниками программы Тальпиот ВВС.
Отдел по исследованию эффективности ВВС был создан в 1963 г. как подразделение Авиаотделения-2, с 2021 г. стал отделом в управлении штаба . Согласно заявлению ВВС, офицеры подразделения приняли участие в планировании операции «Мокед», воздушная атака, положившая начало Шестидневной войне в 1967 году, а также в операциях в 1964 году .
Отдел занимается системными исследованиями эффективности закупки и разработки зенитных ракет. Помимо прочего, было опубликовано участие отдела в решении о закупках боевых вертолетов, которые, как ожидается, заменят штурмовые вертолеты, используемый АОИ . . Исследования отдела используются для рационализации и улучшения операций ВВС, таких как адаптация их деятельности к характеристикам ограниченного конфликта, характерного для войн Израиля и текущей деятельности по обеспечению безопасности в последние десятилетия , или для поддержания превосходства в воздухе, необходимого для кампании между войнами . Эта позиция включает в себя тщательный контроль за всей деятельностью ВВС, среди прочего, в областях возможностей вооружений и снижение вреда для мирных жителей .
Отдел по исследованию эффективности попал в заголовки газет в начале XXI века, после ликвидации Салаха Шахада 22 июля 2002 года, за которым последовала смерть его помощника и 14 других гражданских лиц, в том числе 11 детей . По словам Нахума Барнеа в своей колонке в газете «Едиот ахронот», «оценка работы исследователей заключалась в том, что окружающие здания не рухнут в результате бомбардировки. Разобьются только стекла. Они не учли ветхие здания — хуши (хижины) — которые заполняли двор рядом с домом Шахада» .
Среди выдающихся выпускников отделения Адир Придор, Амир Готтфройнд и Ицхак Бен-Исраэль, работавшие в отделении математиками. Во время службы в части в звании майора Бен-Исраэль участвовал в планировании нападения на ядерный реактор в Ираке .

## Главы управления
| Имя              | Срок полномочий | Примечание                                                                 |
| ---------------- | --------------- | -------------------------------------------------------------------------- |
| Аарон Ремез      | 1948            | В дальнейшем командующий ВВС                                               |
| Хейман Шамир     | 1949 — 1950     |                                                                            |
| Дов Пелег        | 1950            |                                                                            |
| Борис Сеньор     | 1951            |                                                                            |
| Дан Толковски    | 1952            | В дальнейшем командующий ВВС                                               |
| Авиагу Бин-Нун   | 1983 — 1984     | В дальнейшем командующий ВВС                                               |
| Ашер Шанир       | 1984 — 1986     |                                                                            |
| Герцль Будингер  | 1986 — 1987     | В дальнейшем командующий ВВС                                               |
| Ран Горен        | 1987 — 1989     | В дальнейшем начальник Управления кадров Генштаба                          |
| Гиора Ром        | 1989 — 1991     | В дальнейшем военный атташе в США                                          |
| Эйтан Бен-Элиягу | 1991 — 1993     | В дальнейшем командующий ВВС                                               |
| Гидон Шефер      | 1993 — 1995     | В дальнейшем начальник Управления кадров Генштаба                          |
| Дан Халуц        | 1995 — 1998     | В дальнейшем командующий ВВС и начальник Генштаба                          |
| Авнер Наве       | 1998 … 2000     |                                                                            |
| Амос Ядлин       | 2000 — 2002     | В дальнейшем начальник Управления военной разведки                         |
| Элиэзер Шкеди    | 2002-2004       | В дальнейшем командующий ВВС                                               |
| Идо Нехуштан     | 2004 — 2006     | В дальнейшем командующий ВВС                                               |
| Амир Эшель       | 2006 — 2008     | В дальнейшем командующий ВВС                                               |
| Йоханан Локер    | 2008 — 2010     | В дальнейшем военный секретарь премьер-министра                            |
| Нимрод Шефер     | 2010 — 2012     | В дальнейшем начальник Управления планирования Генштаба                    |
| Хаги Тополянски  | 2012 — 2014     | В дальнейшем начальник Управления кадров Генштаба                          |
| Амикам Норкин    | 2014 — 2015     | В дальнейшем начальник Управления планирования Генштаба и командующий ВВС  |
| Таль Кальман     | 2015 — 2017     | В дальнейшем начальник Управления стратегии и третьего круга               |
| Томер Бар        | 2017 — 2019     | В дальнейшем начальник Управления планирования Генштаба и командующий ВВС. |
| Нир Баркан       | 2019 — 2021     |                                                                            |
| Эяль Гринбойм    | 2021 — н.в.     |                                                                            |